# Entamoeba
Entamoeba es un género de amebas del filo Amoebozoa y clase Archamoebae incluido en su propia familia, Entamoebidae. Al igual de otras arqueamebas se caracterizan por la ausencia de mitocondrias, supuestamente perdidas al adaptarse a medios con escasez o ausencia de oxígeno. El género comprende amebas endoparásitas, incluyendo varias especies que parasitan el intestino humano.
En la fase de trofozoíto, los miembros de este género se multiplican por fisión binaria. Además, todas las especies de este género (a excepción de la Entamoeba gingivalis) presentan una fase quística, donde se producen de dos a varias divisiones del núcleo en la mayoría de las especies, con el mismo número de divisiones del citoplasma después del enquistamiento.